# ثالر سولوتورن

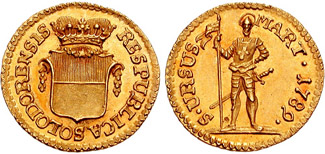
ربع (فيرتل) دبلون

ثالر سولوتورن كان عملة كانتون سولوتورن السويسري حتى عام 1798. قسم إلى 40 باتزن كل منها 4 كرويتزر أو 8 فيرر. استبدل بالفرنك السويسري في عهد الجمهورية الهلفتيكية في عام 1798. استبدل الأخير بفرنك سولوتورن.

## القطع المعدنية
في أواخر القرن الثامن عشر، صدرت قطع بيلون من الدير من فئات 1 فيرر و 1 و2 و4 كرويتزر بالإضافة إلى القطع الفضية بفئات 10 و20 كرويتزر و10 و20 باتزن و¼ و½ و1 غولدن و2 دبلون.